# Rivergaro
Rivergaro (Arvargär in dialetto piacentino) è un comune italiano di 7 156 abitanti della provincia di Piacenza in Emilia-Romagna.

## Geografia fisica
Rivergaro è situato sulla sponda destra del fiume Trebbia, nella bassa valle, nella zona in cui alla pianura Padana si sostituiscono le prime propaggini dell'Appennino ligure e la vallata comincia a restringersi. La parte settentrionale del territorio comunale è pianeggiante, mentre la parte meridionale è collinare. Il comune fa parte della zona DOC dei colli piacentini.

## Origini del nome
Il toponimo Rivergaro deriva dal nome di un piccolo torrente, il rio Vergaro, affluente del Trebbia che attraversa il capoluogo il cui percorso, originariamente in superficie, è stato quasi interamente tombato. Il borgo prese, nel tempo, i nomi di Rivalgario e Rivalegario, arrivando, infine, alla denominazione Rivergaro.

## Storia
L'importanza della posizione strategica di Rivergaro, a controllo dell'accesso alla val Trebbia via di comunicazione con il mare, è testimoniata dai nomi dei presidi e stazioni di posta situati lungo la strada romana, nomi che sono rimasti nei toponimi delle frazioni di Ottavello (octavum milium) e Niviano (nonum milium).
A partire dai primi anni dell'XI secolo Rivergaro fu coinvolto nelle lotte tra guelfi e ghibellini: i castelli della zona, tra cui Montechiaro e Ancarano, oltre ai castelli di Pigazzano e Rezzanello, posti sulla sponda opposta della Trebbia, venivano utilizzati dai nobili della fazione ghibellina quando a prevalere a Piacenza era la fazione guelfa.
Nel 1233 i fuoriusciti ghibellini guidati da Obizzo Malaspina si rifugiarono per un anno all'interno del castello di Rivergaro, la cui proprietà fu, poi, contesa tra varie famiglie negli anni successivi fino a che, entrato Rivergaro, così come tutto il piacentino, a far parte del ducato di Milano guidato dalla famiglia Visconti, venne istituita la figura del capitano del divieto, una figura terza scelta al di fuori delle dispute tra le famiglie nobili locali per riscuotere le gabelle, amministrare l'ordine pubblico, punire chi si circolava portando con sé armi abusive e chi esportava illegalmente merci. Nel 1495 il castello fu distrutto da parte della truppe agli ordini del re di Francia Carlo VIII. L'istituzione della carica di capitano del divieto non ebbe gli effetti sperati originariamente, non riuscendo a placare le lotte tra le famiglie nobili della zona, scaramucce che terminarono, infine, nel 1548, quando tutto il rivergarese entrò a far parte dei possedimenti della famiglia Anguissola-Scotti.

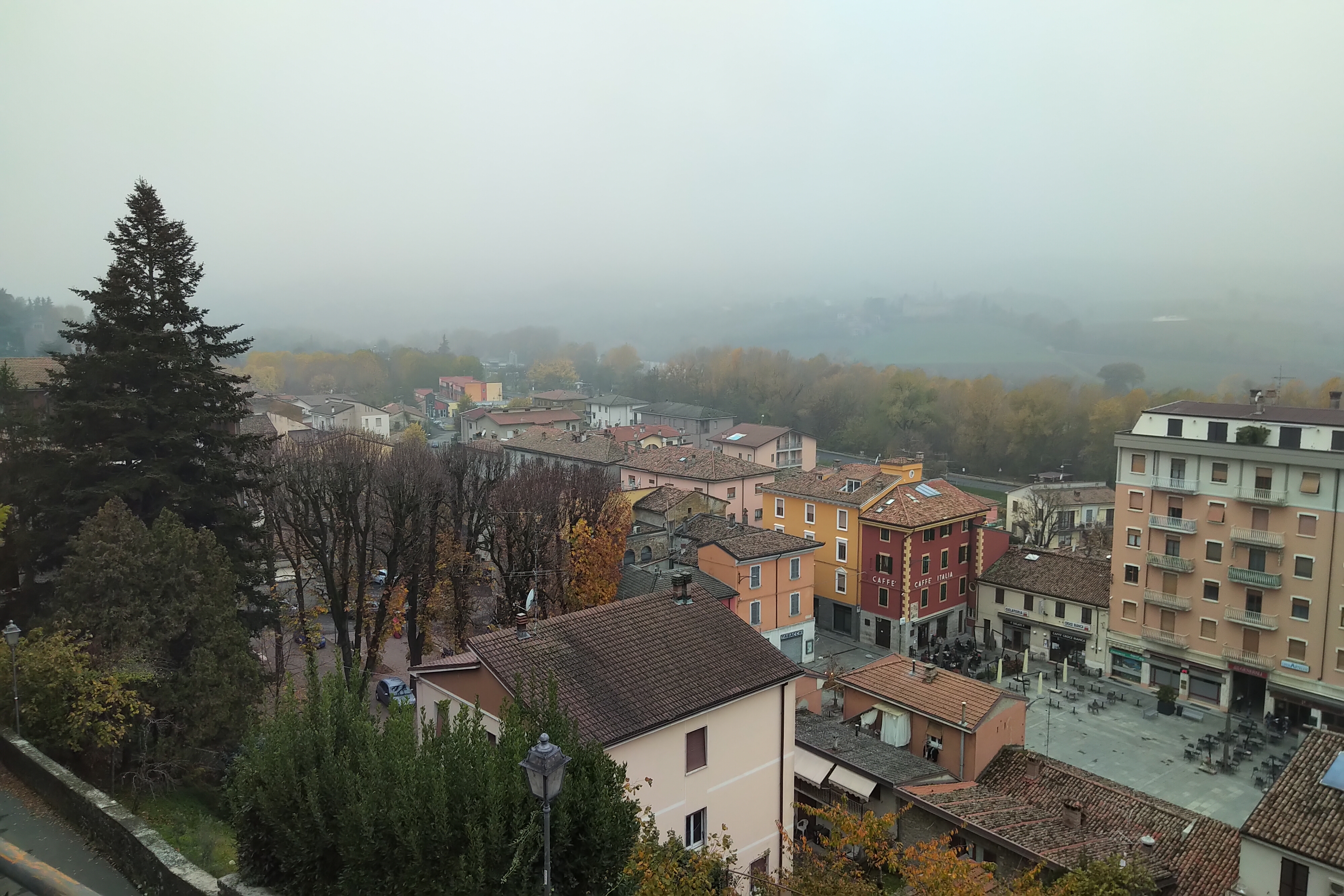
Veduta aerea di piazza Paolo dalla casa scalabriniana

Il 17 luglio del 1908 si verificò un violento nubifragio che originò una piena straordinaria della Trebbia che danneggio fortemente le abitazioni e le campagne della zona.
Durante la seconda guerra mondiale, nell'ambito della resistenza partigiana, fu teatro di scontri tra le forze tedesche e fasciste e le brigate partigiane guidate dal capitano Alberto Araldi detto Paolo, che venne catturato dai fascisti nel febbraio del 1945 e, in seguito, condannato a morte per fucilazione a Piacenza. Dopo la fine del conflitto, a Paolo fu intitolata la piazza principale del capoluogo, dove fu anche posto un monumento a lui dedicato.
Nel settembre 1953 si verificò un'ulteriore alluvione che causò ingenti danni.
Nella notte fra il 14 e il 15 settembre 2015, Rivergaro, così come buona parte della val Trebbia e della provincia di Piacenza, fu colpita dall'alluvione del fiume Trebbia, dovuta al forte maltempo, che causò l'allagamento del lungofiume e della centrale piazza Paolo.

## Monumenti e luoghi d'interesse

### Architetture religiose
- Santuario della Madonna delle Grazie al castello, sorto sulle rovine di un castello, da cui prende il nome e di cui svolgeva, inizialmente, la funzione di cappella privata. Si trova sul colle di San Giacomo[14], in posizione dominante rispetto alla piazza di Rivergaro. L'edificio, che presenta elementi di stile romanico, conserva al suo interno una statua della Madonna incoronata risalente al 1902[15] ed è un luogo di devozione e meta di pellegrinaggi[14].
- Chiesa parrocchiale di Sant'Agata, posta a fianco della villa del castello, venne realizzata in stile neoclassico dall'architetto Antonio Tomba, a partire dal 1812 su un preesistente edificio religioso. Ospita al suo interno una Madonna con bambino tra i santi Lucia e Biagio dipinta dal Pitocchetto, precedentemente situata all'interno dell'oratorio di san Rocco[16], un Martirio di Santa Margherita dipinto da Sebastiano Galeotti[17] e un San Bernardo Abate con Santa vergine e martire di Clemente Ruta[18].
- Oratorio di San Rocco, riedificato nel 1613 su un preesistente edificio religioso, venne sottoposto a opere di ristrutturazione nel corso dell'Ottocento ospitando, a partire dal 1825, la Madonna con bambino tra i santi Lucia e Biagio del Pitocchetto che venne successivamente traslata nella chiesa parrocchiale[16].
- Chiesa parrocchiale di San Pietro apostolo, situata nella frazione di Pieve Dugliara, fondata in epoca romana dal vescovo di Piacenza San Savino attorno al IV secolo. A partire dal XII secolo è testimoniata ancora come plebana, il cui primo parroco, Gerardo, venne in un documento del 1128; in questo periodo si caratterizzava come la chiesa più importante della zona e le furono fino a diciotto chiese suffraganee. L'edificio fu ricostruito tra il XVII e il XVIII secolo, mentre la facciata, di gusto neoclassico, risale al 1825. All'interno si trovano degli affreschi realizzati tra gli anni '20 e '30 del Novecento dai pittori Aspetti e Sidoli[19].
- Chiesa parrocchiale di Sant′Ilario vescovo, situata nella frazione di Rallio di Montechiaro, compare per la prima volta in un documento del 1138 come dipendenza dalla chiesa di Pieve Dugliara, diventando parrocchia autonoma dopo il 1500. La data e l'autore della costruzione risultano sconosciuti, mentre la facciata venne riedificata nel 1794 in stile neoclassico. L'edificio presenta una pianta ad aula a tre campate con due cappelle votive laterali dedicate rispettivamente alla Madonna del Rosario e a San Marco. La torre campanaria addossata al presbiterio sulla sinistra dell'edificio risale al periodo compreso tra il 1830 e il 1840[20].
- Chiesa parrocchiale di Sant′Alessandro Martire, situata nella frazione di Suzzano, fondata attorno al X secolo, nel 1461 è documentata come dipendente della pieve di Podenzano. L'edificio venne ricostruito completamente nella seconda metà del XIX secolo in stile neoclassico; i lavori di ricostruzione terminarono nel 1890 con il campanile. Presenta una facciata a capanna monocuspidata innanzi alla quale si trova un sagrato in ciottoli di fiume di modeste dimensioni. L'interno è a navata singola voltata a botte[21].

### Architetture civili
- Villa Anguissola-Scotti, progettata dall'architetto Lotario Tomba nel 1778 sulle fondazioni del castello di Rivergaro[22], fortilizio che appartenne alla famiglia Malaspina dopo la concessione del 29 settembre del 1164 da parte dell'imperatore Federico Barbarossa a Obizzo Malaspina di vari feudi tra cui quello della val Trebbia. Nei secoli successivi il forte fu caposaldo della resistenza ghibellina a Piacenza. In seguito la zona passò agli Scotti e, poi, agli Anguissola nella contea vescovile di Piacenza. Dopo il Cinquecento venne abbandonato e, infine, sui suoi resti venne costruita la villa[23]. Il palazzo, di proprietà della famiglia Anguissola-Scotti, è posto vicino alla chiesa parrocchiale.

### Architetture militari
- Tracce della rocca di San Giacomo, posta in posizione dominante rispetto al centro di Rivergaro, nel 1037 venne donata da Rainero di Teodosio, canonico del duomo di Piacenza al monastero cittadino di San Savino. Il castello venne, in seguito, abbandonato e sui suoi resti sorse il santuario della Beata Vergine del castello[24].

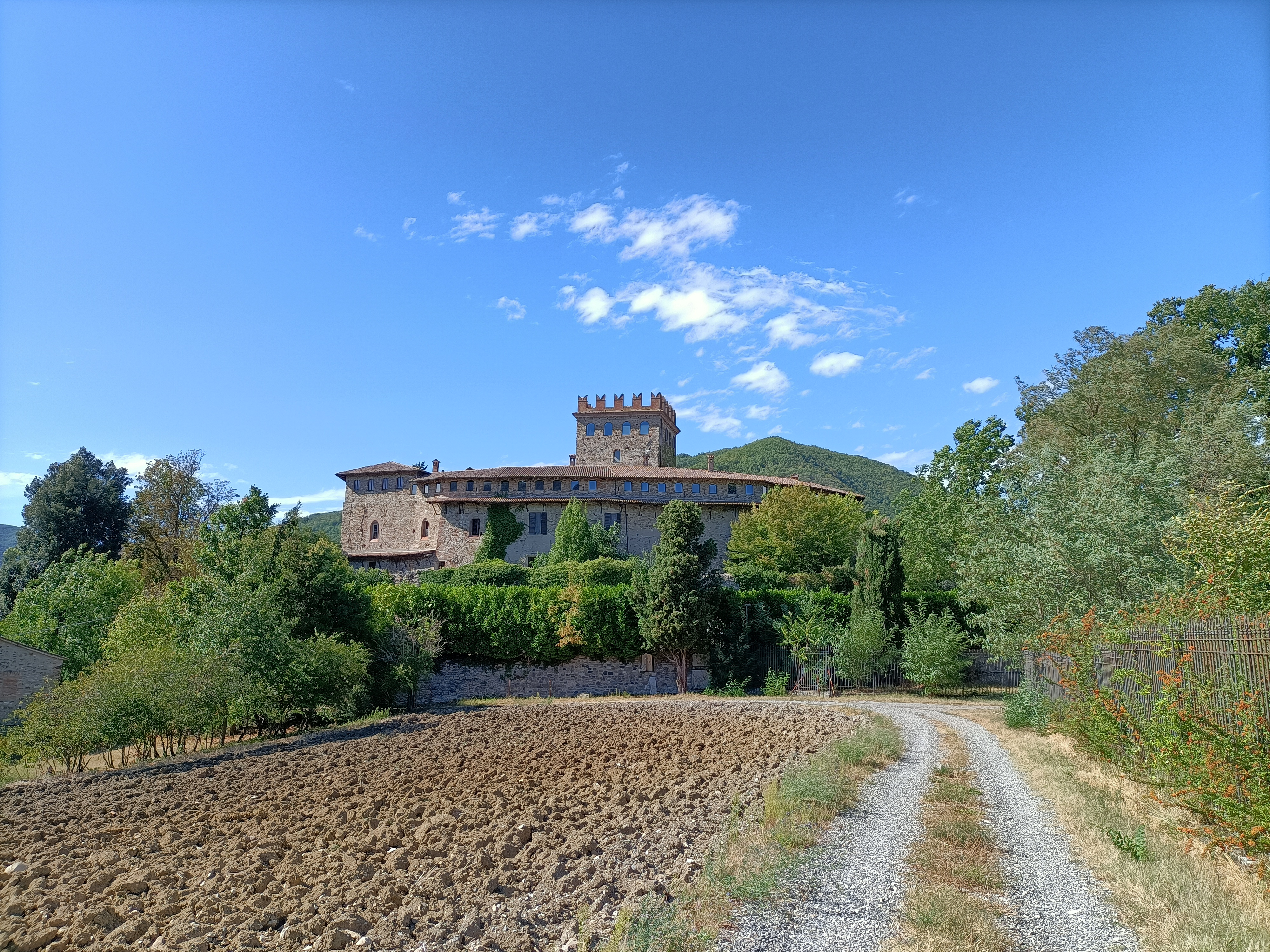
Il castello di Montechiaro

- Castello di Montechiaro, situato non lontano dalla località Rallio di Montechiaro, appartenne ai Malaspina, fu assalito dai popolari nel 1234, quando i nobili ghibellini trovarono rifugio tra le sue mura. Passò poi agli Anguissola e ai Morando. Presenta una struttura differente rispetto a quella tradizionale caratterizzata dalla presenza, al centro, di un imponente mastio a base quadrata circondato da tre cinte murarie, la più interna alta 15 m di forma esagonale, le altre ellittiche[25].
- Castello di Ottavello, citato come proprietà del conte Martino Zanardi Landi in un documento del 1358 venne, poi, convertito a carcere nel XVIII secolo dopo aver perso le proprie funzioni militari. Presenta una pianta quadrangolare, mentre sulla facciata interna sono presenti gli scassi del ponte levatoio, non più presente[26].
- Castello di Ancarano, documentato nel 1466 come di proprietà di Giovanni Della Guardia, il fortilizio venne danneggiato nel 1521 dai francesi e nel 1526 dai lanzichenecchi, vivendo anni di rovina. Negli anni successivi passò più volte di mano e nel 1704 venne costruito l'oratorio. L'edificio è composto da una parte antica con due torrioni rotondi e mura in sasso e una parte più recente, risalente al periodo a cavallo tra il Cinquecento e il Seicento, di gusto rinascimentale[22].
- Castello di Niviano, eretto su costruzioni difensive preesistenti, fu di proprietà dei Malaspina sin dal XII secolo, per poi passare ai Landi nel trecento. Nel 1462 vide una sanguinosa battaglia in cui Ludovico III Gonzaga, inviato da Francesco Sforza, sedò la rivolta dei popolari (7 000 contadini) guidati da Onofrio Anguissola. Presenta una struttura rettangolare con 4 torri rotonde poste ai vertici. Il fronte settentrionale presenta una bassa torre d'accesso, originariamente dotata di ponte levatoio[27].
- Castello di Larzano costruito prima del XIV secolo, appartenne alla famiglia reggiana dei Cassoli per poi passare agli Anguissola nel 1677 e tornare ai Cassoli rimanendovi di proprietà fino all'estinzione del ramo famigliare, avvenuta nel corso del XIX secolo. L'edificio ha subito nel tempo pesanti rimaneggiamenti ed è caratterizzato dalla presenza di due torri[28].
- Castello di Roveleto Landi: resti di un edificio con funzioni di avamposto difensivo, originariamente di proprietà della famiglia Landi da cui prende il nome la frazione[29].
- Torre di Fabiano, di un edificio costruito con funzione di avamposto rimane una torre dall'altezza modesta che è stata inglobata da costruzioni rurali[30].
- Torri di vedetta di Bassano, costruite alla fine del settecento in località Bassano e Bassano Sotto con funzioni di controllo dell'accesso alla valle, così come una torre gemella, posta a Statto, in comune di Travo, sulla sponda opposta della Trebbia. La torre posta a Bassano è stata ristrutturata e adibita a bed & breakfast[31].

## Società

### Evoluzione demografica
Abitanti censiti

### Etnie e minoranze straniere
Secondo i dati Istat al 31 dicembre 2019 i cittadini stranieri residenti a Rivergaro sono 655, pari al 9.30% della popolazione comunale.
Le nazionalità maggiormente rappresentate in base alla loro percentuale sul totale della popolazione residente erano:
1. Albania: 244 (3.46% della popolazione)
2. Romania: 108 (1.53% della popolazione)
3. Marocco: 38 (0.54% della popolazione)
4. Ucraina: 32 (0.45% della popolazione)
5. Cina: 20 (0.28% della popolazione)

## Economia
Gran parte della porzione pianeggiante del territorio comunale è dedicata all'agricoltura, dedita prevalentemente a colture rotazionali a seminativi di tipo estensivo come mais e pomodoro e seminativi semplici come frumento, prati stabili e prati poliennali. Al contrario, nelle aree collinari, in precedenza anch'esse fortemente impiegate a scopi agricoli, è in corso una graduale tendenza all'abbandono degli appezzamenti che sempre più diffusamente si presentano coperti da radi arbustivi che rappresentano il primo passaggio nel loro percorso di rinaturalizzazione a foreste.
Il comune si caratterizza per un limitato sviluppo produttivo artigianale e industriale la cui rilevanza non va oltre l'ambito locale. I principali insediamenti di questo genere si concentrano in due siti: uno in località Diara, nei pressi del capoluogo e uno nelle vicinanze della frazione di Niviano. A differenza del primo insediamento, la cui capacità di ospitare nuovi impianti è completamente satura, l'insediamento di Niviano è soggetto a limitate possibilità di espansione.
Grazie alla posizione lungo il fiume, con il territorio leggermente digradante sulle prime alture appenniniche, Rivergaro presenta una spiccata vocazione turistica sia dal punto di vista residenziale, con la presenza di seconde case, con una presenza giornaliera che arriva, nei periodi di punta a 824 persone, sia dal punto di vista del turismo escursionistico giornaliero legata all'ambiente naturale collinare e rivierasco, ma anche alla presenza di un parco acquatico, il River Park. Dal punto di vista ricettivo il comune dispone di 364 posti letto comprendendo sia le strutture di tipo alberghiero sia le strutture di tipo extra-alberghiero, tra cui sono presenti diversi agriturismi e un campeggio.

## Infrastrutture e trasporti
Il territorio comunale di Rivergaro è attraversato dalla strada Statale 45 di Val Trebbia. Da essa nel capoluogo si dirama la strada provinciale 55 del Bagnolo che collega Rivergaro a Ponte dell'Olio. Il territorio comunale è attraversato anche dalla strada provinciale 28 di Gossolengo che collega Piacenza a Rivergaro su un tracciato ad ovest di quello della strada statale 45, dalla strada provinciale 35 di Colonese che collega Niviano, da dove si dirama dalla strada statale 45, a Grazzano Visconti, dove interseca la strada statale 654 di Val Nure e dalla strada provinciale 40 bis di Statto che, tramite un ponte sul fiume Trebbia, collega la strada statale 45 alla strada provinciale 40 sulla sponda opposta del fiume, in comune di Travo.
Fra il 1886 e il 1934 Rivergaro ospitò la stazione capolinea della tranvia Grazzano-Rivergaro, linea tranviaria che si diramava dalla linea Piacenza-Bettola nei pressi di Grazzano, poi divenuta Grazzano Visconti, frazione del comune di Vigolzone. Nel territorio comunale rivergarese si trovavano, oltre alla stazione terminale posta nel capoluogo, le fermate di Colonese, Trebbiola, Niviano (Castello), Niviano (Chiesa), Ancarano, Pieve Dugliara e Diara.

## Amministrazione
Di seguito è presentata una tabella relativa alle amministrazioni che si sono succedute in questo comune.
| Periodo        | Periodo        | Primo cittadino | Partito                                                         | Carica  | Note   |
| -------------- | -------------- | --------------- | --------------------------------------------------------------- | ------- | ------ |
| 26 giugno 1985 | 8 giugno 1990  | Luigi Tacchini  | Partito Socialista Democratico Italiano                         | Sindaco | [ 40 ] |
| 8 giugno 1990  | 24 aprile 1995 | Mauro Rai       | Partito Democratico della Sinistra e Partito Comunista Italiano | Sindaco | [ 40 ] |
| 24 aprile 1995 | 14 giugno 1999 | Mauro Rai       | Centro-sinistra e liste civiche                                 | Sindaco | [ 40 ] |
| 14 giugno 1999 | 14 giugno 2004 | Mauro Rai       | Lista civica                                                    | Sindaco | [ 40 ] |
| 14 giugno 2004 | 8 giugno 2009  | Pietro Martini  | Lista civica                                                    | Sindaco | [ 40 ] |
| 8 giugno 2009  | 26 maggio 2014 | Pietro Martini  | Lista civica Democratici per Rivergaro                          | Sindaco | [ 40 ] |
| 26 maggio 2014 | 27 maggio 2019 | Andrea Albasi   | Lista civica Democratici per Rivergaro                          | Sindaco | [ 40 ] |
| 27 maggio 2019 | 9 giugno 2024  | Andrea Albasi   | Lista civica Insieme per Rivergaro                              | Sindaco | [ 40 ] |
| 9 giugno 2024  | in carica      | Andrea Gatti    | Lista civica Insieme per Rivergaro                              | Sindaco | [ 40 ] |

### Gemellaggi
- Saint-Julien-les-Villas, dal 1999[41].

### Altre informazioni amministrative
A partire dal 2006, anno di costituzione dell'ente, e fino al suo scioglimento avvenuto alla fine del 2024, Rivergaro fece parte dell'Unione Comuni Bassa Val Trebbia e Val Luretta, ente la cui sede era situata proprio a Rivergaro e che comprendeva diversi comuni piacentini compresi tra la bassa val Trebbia, la val Luretta e la pianura Padana. Al 2020 i comuni che facevano parte dell'unione erano, oltre a Rivergaro, Calendasco, Gossolengo, Gragnano Trebbiense e Rottofreno.

## Sport

### Pallavolo
A Rivergaro aveva sede la River, società pallavolistica femminile che ha militato in Serie A1 femminile FIPAV dal 2009-2010 fino al termine della stagione 2017-2018. A partire dalla promozione in Serie A2 nella stagione 2003-2004 la squadra ha trasferito il suo campo di gioco a Piacenza iniziando a rappresentare anche il capoluogo fino al trasferimento della sede di gioco a Modena, avvenuto nel 2016. La squadra si è definitivamente ritirata dal massimo campionato italiano al termine della stagione 2017-2018.

### Calcio
In ambito calcistico Rivergaro è stato rappresentato fino alla stagione 2021-2022 da due società: il Rivergaro, fondato nel 2013 sulle ceneri del precedente River Club, rappresentante il capoluogo, e il Niviano, rappresentante l'omonima frazione. Entrambe le società militano nel campionato di Seconda Categoria piacentina, rispettivamente dopo i ripescaggi avvenuti all'inizio della stagione 2017-2018 per la squadra del capoluogo e 2019-2020 per il Niviano.
A partire dalla stagione 2022-2023 le due società si sono fuse dando vita al RiverNiviano., militante nella stagione 2023-2024 nel campionato di Prima Categoria dopo la vittoria dei play-off al termine dell'annata 2022-2023.

### Ciclismo
Nel 2018 il territorio comunale è stato interessato dal passaggio della quarta tappa del Giro Rosa con partenza e arrivo nel capoluogo provinciale che prevedeva nel territorio comunale un gran premio della montagna, situato in località Romola, lungo la salita del Bagnolo e vinto da Elisa Longo Borghini.